# بول بينس
بول بينس (بالإنجليزية: Paul Bence)‏ هو مدرب كرة قدم ولاعب كرة قدم بريطاني، ولد في 21 ديسمبر 1948 في لتلهمبتون ‏ في المملكة المتحدة. لعب مع برايتون أند هوف ألبيون ونادي برينتفورد ونادي توركي يونايتد ونادي ريدنغ.